# Euscelidia capensis
Euscelidia capensis är en tvåvingeart som beskrevs av Dikow 2003. Euscelidia capensis ingår i släktet Euscelidia och familjen rovflugor. Inga underarter finns listade i Catalogue of Life.